# Приходько Олег Аркадійович
Олег Аркадійович Приходько (нар. 22 листопада 1958) — український громадський діяч, учасник Євромайдану. Член Всеукраїнського об'єднання «Свобода», до російської окупації очолював осередок ВО «Свобода» в місті Саки. Переслідується тимчасовою окупаційною владою РФ у Криму.

## Життєпис
Олег Аркадійович Приходько народився 22 листопада 1958 року. До арешту займався приватним підприємництвом, художньою ковкою і зварюванням. До початку окупації Криму очолював філію ВО «Свобода» в місті Саки в Криму. Він був активним учасником Євромайдану в Києві. Після початку окупації припинив політичну діяльність, переїхав з квартири в м. Саки в дім до с. Оріхове Сакського району і зайнявся домашнім господарством і теслярством. Займає відкриту проукраїнську позицію.

## Переслідування
14 вересня 2011 року СБУ напало на помешкання Олега Приходька в рамках всеукраїнської компанії з репресій патріотів, формально по справі підриву пам'ятника Сталіну в Запоріжжі. Після цього в Олега співробітники СБУ так само неодноразово проводили обшуки.
8 червня 2018 року Приходька було засуджено до триденного адміністративного арешту після того, як його було зупинено співробітниками російської автоінспекції. Його зупинили через те, що не змінив українські номери своєї машини на російські після початку окупації, але, що стало підставою для триденного арешту, невідомо.
8 лютого 2019 року в будинку Олега Приходька було проведено обшук через підозру у вандалізмі. У нього вилучили українські прапори, символіку ВО «Свобода», червоно-чорні прапори й портрет Степана Бандери. Приходька викликали до російської прокуратури Криму в рамках порушення справи про адміністративне правопорушення за статтею 20.3 КоАП РФ (пропаганда символіки й атрибутики екстремістських організацій). Пізніше він був притягнутий до відповідальності за цією статтею. 26 червня 2019 року де-факто Сакський районний суд визнав Приходько винним у скоєнні цього правопорушення і зобов'язав сплатити штраф у розмірі 2.000 російських рублів.
9 жовтня 2019 року співробітники ФСБ провели обшуки в гаражі у Приходька і заявили про виявлення вибухових речовин. За словами Олега, ці речовини підкинули самі співробітники ФСБ.
Донька Олега Наталя зауважила, що вибухівку Приходько могли підкинути і для цього напередодні отруївши їхнього собаку.
Олега і його дружину Любов затримали та доправили до главку ФСБ Сімферополя. Дружину після допиту відпустили. Самого Приходька рішенням «Київського районного суду Сімферополя» було поміщено під варту. Він звинувачується у підготовці двох терактів — підриві Сакської міської адміністрації та консульства РФ у Львові (ст. 205 КК РФ), а також у виготовленні (ч.1 ст. 223.1 КК РФ) і зберіганні вибухівки (ч. 1 ст. 222.1 КК РФ).  
Адвокат Олега Приходька, Назім Шейхмамбетов, стверджував, що в Олега Приходька незаконно були взято зразки ДНК.
Назім Шейхмамбетов також вважає, що зразки ДНК Приходько можуть бути використані для фальсифікації доказів у справі, адже жодних доказів його вини немає.
На основі заяви Приходька про те, що вибухівку йому було підкинуто, суд Сімферополя виніс окрему постанову щодо російської прокуратури Криму і зобов'язав провести перевірку.
7 травня 2020-го Кримський гарнізонний військовий суд (окупаційна влада РФ) залишив у силі рішення про продовження арешту Приходька щонайменше до 15 вересня. Станом на червень 2020 року Приходька досі тримали у російській в'язниці РФ, протягом шести місяців не дозволяючи йому бачитись з сім'єю.
03 березня 2021 року за надуманими звинуваченнями, які не підтверджені належними доказами, рішенням Південного окружного військового суду (м. Ростов-на-Дону, РФ) призначене покарання у вигляді 5 років позбавлення волі у колонії суворого режиму з відбуванням 1 року у в'язниці, та штраф в розмірі 110 тис. російських рублів.
Такими протиправними діями окупаційна влада РФ намагається знищити дух українців в Криму.
17 січня 2023 року Ворошиловський райсуд Ростова-на-Дону (РФ) збільшив термін ув'язнення для Олега Приходька на місяць — визнав його винним у нібито неповазі до суду. Під час судового процесу він нібито ображав свідків обвинувачення, зокрема, співробітників ФСБ.
28 квітня — 8 листопада 2023 року новий судовий процесс і вирок: Олегу Приходько додали ще 4,5 роки ув'язнення.

## Сім'я
Дружина — Любов; донька — Наталя.